# کبوتر میوه‌خوار رایاتیا
کبوتر میوه‌خوار رایاتیا یا کبوتر میوه‌خوار زرین‌شکم (نام علمی: Ptilinopus chrysogaster) گونه‌ای پرنده از تیرهٔ کبوتران (Columbidae) است. این پرنده بومی جزایر سوسایتی در پلی‌نزی فرانسه است. اگرچه این کبوتر میوه‌خوار اولین بار در سال ۱۸۵۳ نام‌گذاری علمی شد، اما ظاهراً ۳۰ سال پیش توسط رنه پریم‌ور لسون (۱۷۹۴–۱۸۴۹)، در حالی که به عنوان طبیعت‌شناس در کشتی لا کوکیل خدمت می‌کرد، کشف شده بود. در گذشته این کبوتر به عنوان زیرگونه‌ای از کبوتر میوه‌خوار خاکستری-سبز در نظر گرفته می‌شد، اما در سال ۲۰۲۱ توسط IOC به عنوان یک گونه متمایز تفکیک شد. زیستگاه طبیعی آن جنگل‌های پست نمناک نیمه‌گرمسیری یا گرمسیری است.